# Tengako
Tengako ist eine Halbinsel am Nordende der Insel Fongafale im Atoll Funafuti im Inselstaat Tuvalu.

## Geographie
Die schmale Riffinsel erstreckt sich von Fongafale nach Nordwesten. ein schmaler Kanal trennt sie von der Insel Amatuku, die noch weiter nördlich liegt. Dort befindet sich das Tuvalu Maritime Training Institute. Der Tengako Causeway (Te Auala O Tuvalu) verläuft auf der Halbinsel nach Norden und verbindet die Dörfer Teone und Lofeagai mit der Hauptsiedlung. Am Nordende der Insel war im Zweiten Weltkrieg ein Küstengeschütz platziert (Coastal Gun Berth WW2).

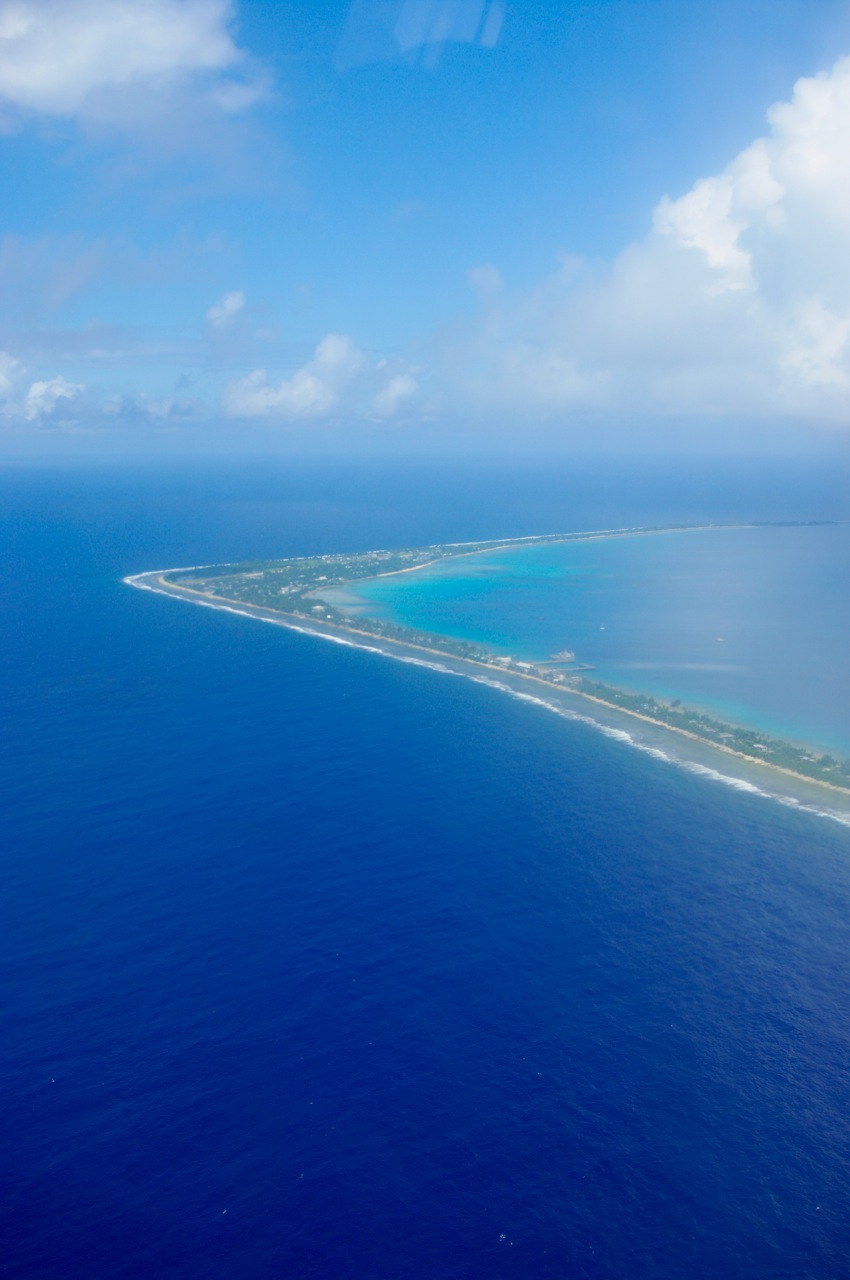
Luftbild von Tengako mit Blick nach Süden nach Fongafale.